# Holland House (London)

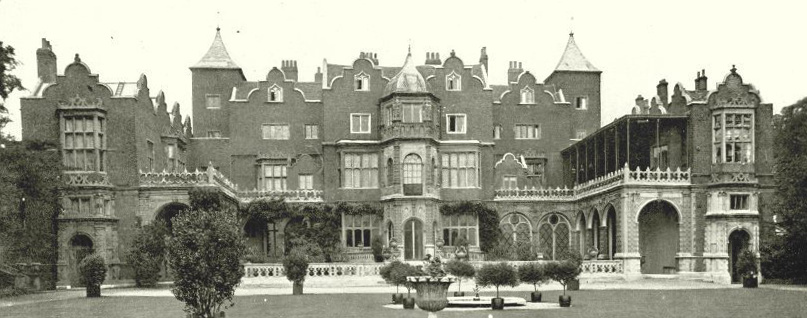
Holland House (1896)

Holland House, ursprünglich Cope Castle, gehörte zu den ersten Stadtpalästen, die im Londoner Stadtteil Kensington erbaut wurden, und liegt in Holland Park. 1605 wurde das Gebäude für den Diplomaten Sir Walter Cope im jakobinischen Stil errichtet und gehörte in den folgenden Jahren nacheinander den Familien Rich und Fox. Als es im 19. Jahrhundert im Besitz der adligen Familie Fox war, wurde es ein bekannter gesellschaftlicher Treffpunkt für die Whigs. Während der deutschen Bombenangriffe auf London im Jahre 1940 wurde das Haus größtenteils zerstört, und heute sind nur noch der Ostflügel und die Ruinen des Erdgeschosses erhalten.

## Planung

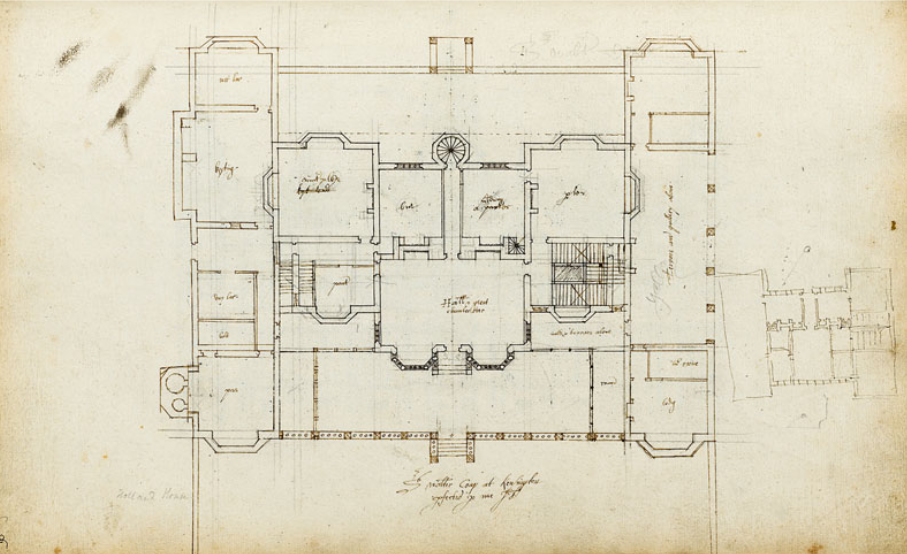
Bauplan von Architekt John Thorpe (1605)

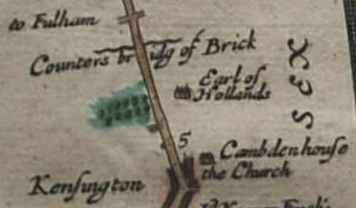
Holland House auf einer Landkarte von John Ogilby, als „Earl of Hollands“ bezeichnet (1675)

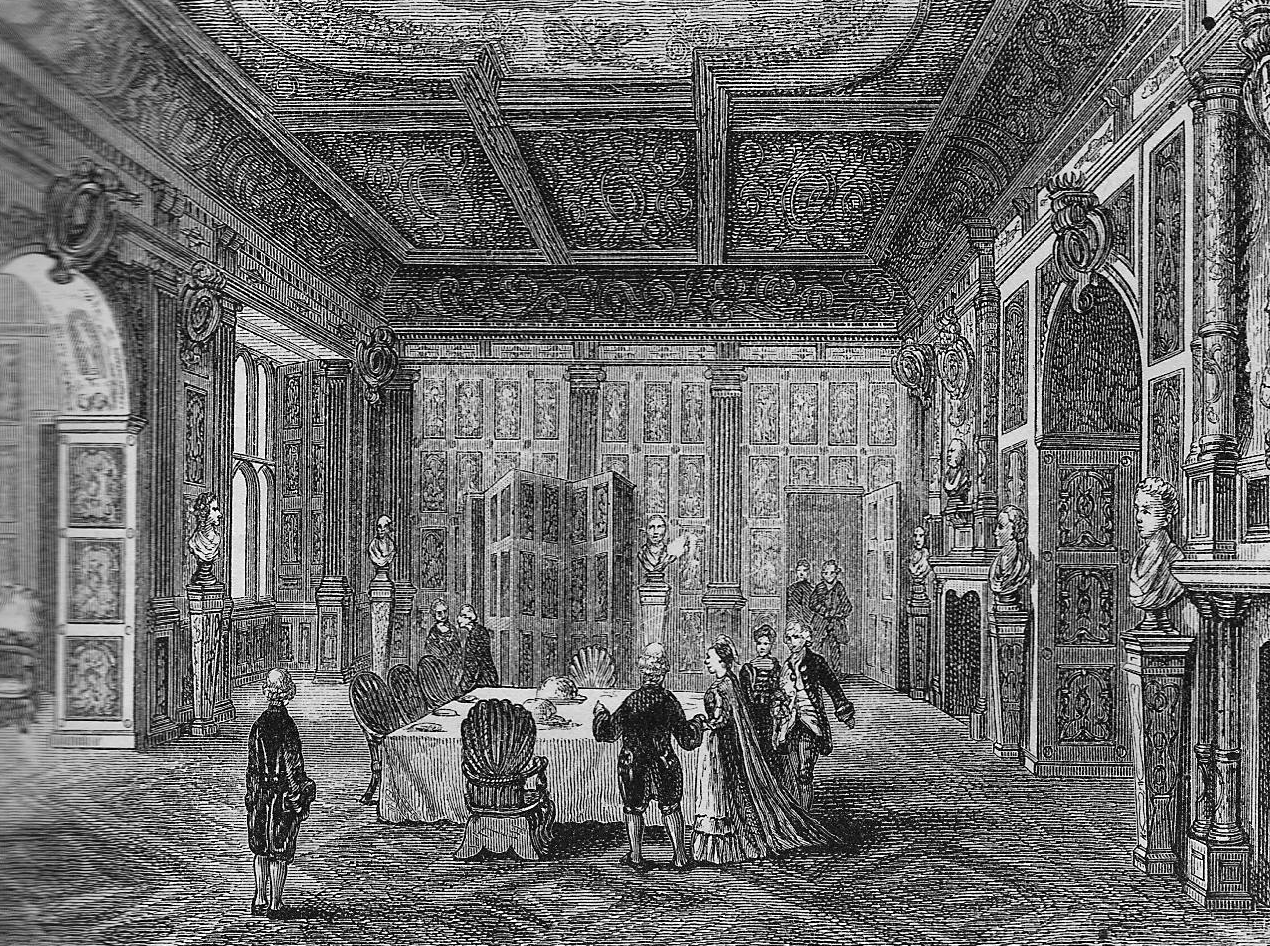
Das Gilt Chamber

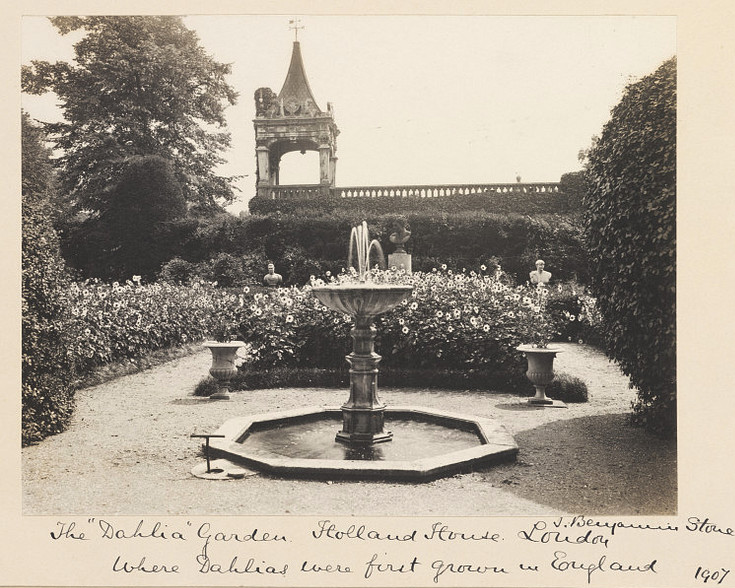
Der Dahlien-Garten von Holland House (1907)

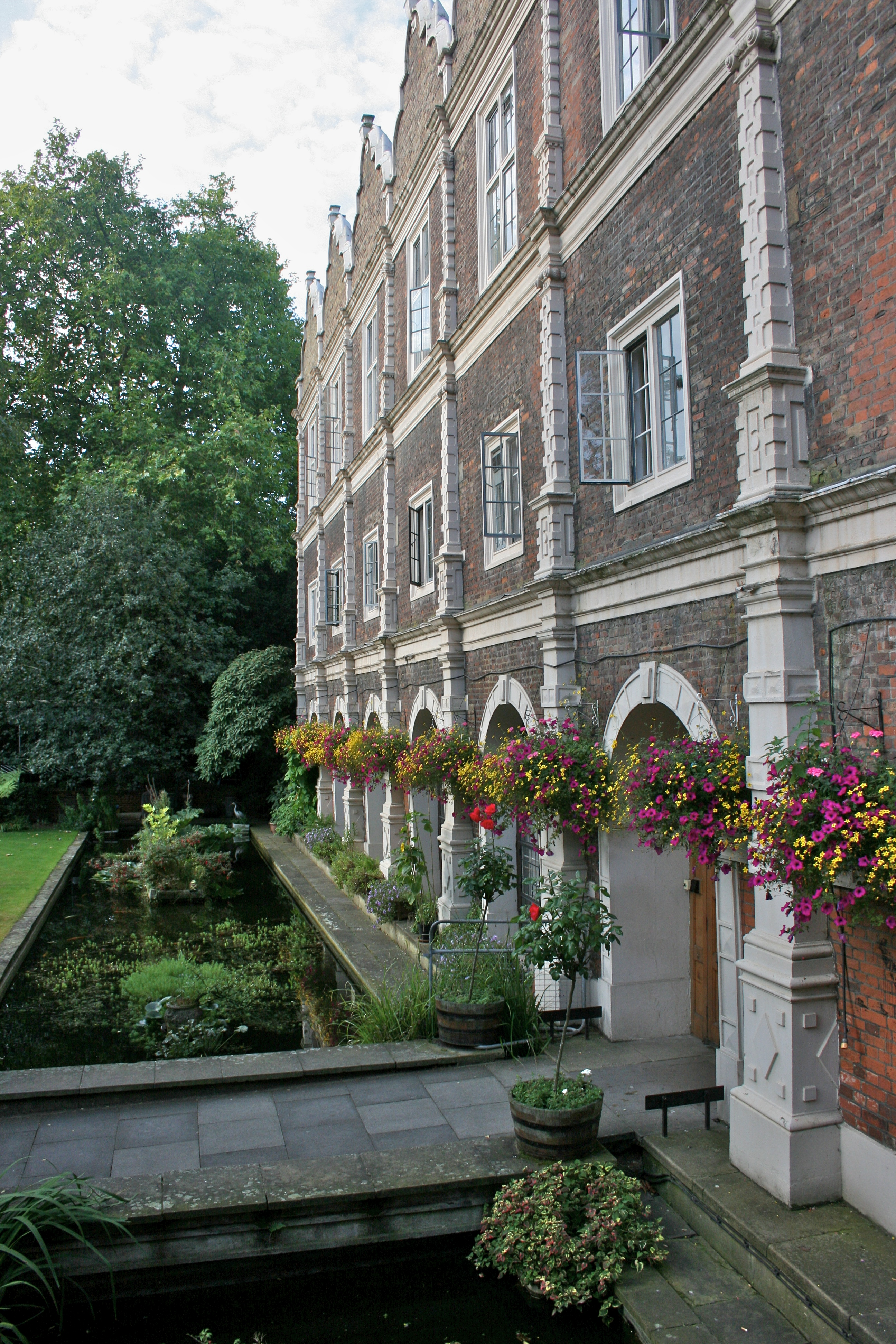
Der erhaltene Ostflügel, der heute als Jugendherberge genutzt wird

1604 beauftragte Walter Cope den Architekten John Thorpe mit der Planung des Hauses. Es erhielt das damals übliche Aussehen: ein Mittelflügel und zwei Vorhallen. Gebaut war es aus Ziegeln, mit Verzierungen aus Stuck und Stein; die Vorhalle hatte die Form eines Turmes
Zwischen 1625 und 1635 wurde es auf Anweisung von Copes Schwiegersohn und neuem Besitzer des Hauses, Henry Rich, 1. Earl of Holland, um zwei Flügel und Arkaden erheblich erweitert. Das Haus erhielt beiderseits des Hauptflügels zwei Seitenflügel mit Arkaden. Im Gebäude gab es mehrere Bibliotheken. 1629 wies Rich den Architekten Inigo Jones an, Pfeiler im dorischen Stil aus Portland-Stein zur Stützung der großen Holztore des Hauses zu entwerfen, die der Steinmetz Nicholas Stone ausführte. Die heute noch existierenden Pfeiler wurden im Laufe der Zeit mehrfach umgesetzt.
Vermutlich gab es damals auch eine eigene Kapelle, von der aber nur Überreste vorhanden sind. Es existierte ein bronzener Weihwasserbrunnen, der später an der Treppe der Halle stand, der offensichtlich aus dem Jahr 1484 stammt und von einem flämischen Künstler geschaffen wurde.

## Geschichte

### 17. Jahrhundert
Zum Zeitpunkt seines Baus stand das Holland House auf einem Grundstück von 200 Hektar, das sich zwischen der Holland Park Avenue und der heutigen Untergrundstation Earl’s Court erstreckte und auf dem von John Tradescant dem Jüngeren importierte exotische Bäume gepflanzt wurden.
Nach der Fertigstellung des Hauses bewirtete Cope mehrfach König Jakob I. und Königin Anne und auch dessen Sohn Prinz Charles, Enkelin Prinzessin Elizabeth und Kurfürst Friedrich von der Pfalz.
Nach Copes Tod im Jahre 1614 erbte seine Tochter Isabella das Anwesen, die mit Henry Rich, 1. Earl of Holland, verheiratet war, und das Gebäude wurde in Holland House umbenannt.
Der Earl of Holland wurde wegen seiner royalistischen Aktivitäten während des Englischen Bürgerkriegs hingerichtet, und das Gebäude diente fortan als militärisches Hauptquartier, das regelmäßig von Oliver Cromwell besucht wurde.
Zur Regierungszeit von König Wilhelm III. (1689–1702) diente Holland House kurze Zeit dem König als Domizil. Wilhelm III. litt unter Asthma, und sein gesundheitlicher Zustand verschlechterte sich im Palace of Whitehall, der nahe der Themse und inmitten der Stadt mit ihrer schlechten Luft lag. Schließlich entschied er sich allerdings für den Kauf von Kensington House, der Stadtresidenz von Heneage Finch, 1. Earl of Nottingham, das heute als Kensington Palace bekannt ist.

### 18. Jahrhundert
In der Zeit zwischen der Restauration und der Regierung des Hauses Hannover wurde Holland House an verschiedene Parteien vermietet, mitunter sogar in mehrere Apartments aufgeteilt. Berühmte Bewohner waren unter anderen Joseph Addison, der die Witwe des frühere Besitzers Edward Rich, 7. Earl of Warwick geheiratet hatte und 1719 im Haus starb, William Penn, Arthur Annesley, 1. Earl of Anglesey und Jean Chardin.
Zum Zeitpunkt seiner größten Ausdehnung umfasste der Landbesitz um Holland House über 200 Hektar und reichte im Süden bis zur heutigen Fulham Road. Als Henry Fox, 1. Baron Holland es 1768 von William Edwardes, der hohe Schulden hatte, kaufte, war die Größe des gesamten Anwesens auf rund 80 Hektar geschrumpft.
Fox lebte schon seit 1746 in dem Herrenhaus, und 1749 pachtete er von der Familie Edwardes Haus und rund 26 Hektar Land für „99 Jahre oder drei Leben“. 1767 pachtete Fox das gesamte Grundstück der Edwardes nördlich der Hammersmith Road (heute Kensington High Street) und kaufte es später für eine Summe von insgesamt 19.500 Pfund, die er an die Söhne von Edward Henry Edwardes zahlte, die das Grundstück nach dessen Tod geerbt hätten. Fox starb 1774 in Holland House und vererbte Haus und Anwesen an seine Nachkommen.

### 19. und 20. Jahrhundert
Unter Henry Vassall-Fox, 3. Baron Holland und seiner Ehefrau Elizabeth wurde Holland House zu einem glanzvollen gesellschaftlichen, literarischen und politischen Treffpunkt mit vielen berühmten Besuchern, darunter Lord Byron, Thomas Macaulay, Thomas Campbell, Benjamin Disraeli, Charles Dickens und Sir Walter Scott. Der Historiker John Allen verkehrte so häufig in dem Haus, dass er Holland House Allen  genannt wurde und es auch einen Raum mit seinem Namen in dem Haus gab. Der Tagebuchschreiber Charles Greville schrieb über das Haus: „It is the house of all Europe.“ Im März 1804 fand auf dem Anwesen das Duell zwischen Thomas Pitt, 2. Baron Camelford und Captain Best statt, das Pitt nicht überlebte.
Als sich Lady Elizabeth Holland auf einer Reise in Madrid aufhielt, erhielt sie vom spanischen Botaniker Antonio José Cavanilles Samen oder Wurzeln von Dahlien. Sie sandte diese dem Bibliothekar ihres Mannes, Serafino Buonaiuti, nach England, der sie erfolgreich anpflanzte. Das war eine der ersten bekannten Anpflanzungen von Dahlien in England.
Der zum Haus gehörende Witwensitz, Little Holland House genannt, war in viktorianischer Zeit ein Kunstsalon, wo sich Künstler unter dem Vorsitz der Familie Prinsep und des Malers George Frederic Watts trafen.
Harper’s New Monthly Magazine schrieb 1877 über das Gilt Chamber (dt. goldener Raum) genannte Zeichenzimmer mit Wandzeichnungen von Nackten über dem Kamin: „The lower marbles of the fireplace were black, and the upper ones were Sienna; the capitals and bases of the columns and pilasters were gilt, and the groundwork from which all the glittering decoration rose was white.“ (dt. „Der Marmor unterhalb des Kamins war schwarz, der oberhalb sienafarben; die Kapitele und die Basen der Säulen und Pilaster waren golden, und der Boden, von dem alle diese glitzernde Dekoration aufstieg, weiß.“) Das Gilt Chamber erstreckte sich über die gesamte Tiefe des Hauses und bot hinten heraus einen Ausblick auf die ausgedehnten Gärten.
Mit dem Tod von Henry Fox, 4. Baron Holland, im Jahre 1859 erlosch der Titel Baron Holland. Seine Witwe lebte weiterhin in Holland House und verkaufte nach und nach Teile des Parks, die bebaut wurden. 1874 ging das Anwesen an einen entfernten Cousin, Henry Fox-Strangways, 5. Earl of Ilchester über. Trotz der Verkäufe von Parzellen hatte das Anwesen zu Beginn des 20. Jahrhunderts immer noch das größte private Grundstück in London, einschließlich Buckingham Palace. Jährlich fanden dort Blumenschauen der Royal Horticultural Society statt.

## Zerstörung und heutiger Zustand

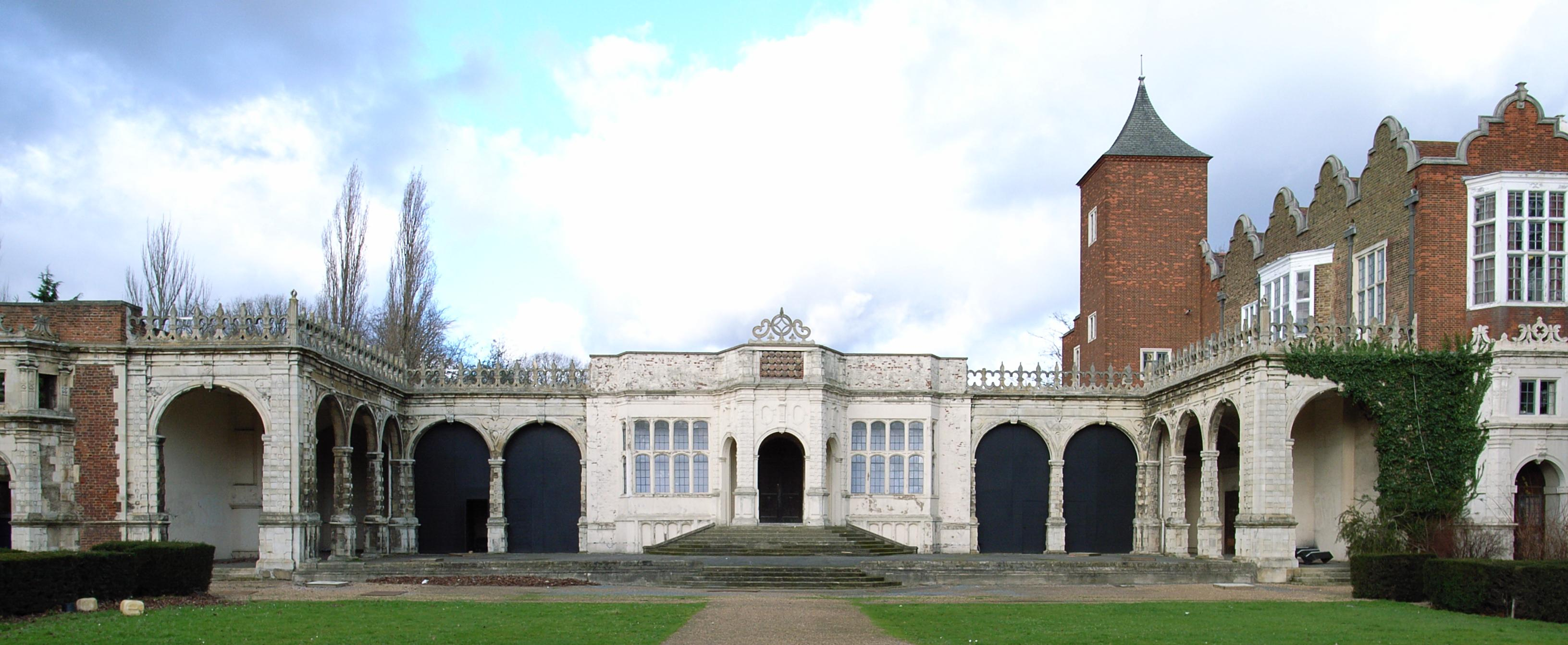
Holland House heute

1940 besuchten König Georg VI. und Königin Elizabeth den letzten großen Ball, der in Holland House stattfand. Wenige Wochen später, am 7. September 1940, begannen die Bombardierungen Londons durch die Deutsche Luftwaffe. Am 27. September wurde Holland House von 20 Brandbomben getroffen und größtenteils zerstört. Nur der Ostflügel und die Bibliothek, in der sich wertvolle Bücher wie der Boxer Codex aus dem 16. Jahrhundert befanden, blieben unversehrt.
Holland House erhielt 1949 Stufe 1 auf der Liste der Gebäude unter der Federführung des Town and Country Planning Act 1947, in der die Gebäude von besonderem historischen Interesse erfasst wurden, die durch den Bombenkrieg beschädigt worden waren.
Das Anwesen blieb bis 1952 ausgebrannt, bis sein Besitzer, Giles Fox-Strangways, 6. Earl of Ilchester, es an das London County Council verkaufte. 1965 ging es an das Greater London Council über und nach dessen Auflösung 1986 an das Royal Borough of Kensington and Chelsea.
Heute befindet sich im Holland House eine Jugendherberge. Die Orangerie dient als Ausstellungsfläche gemeinsam mit dem angrenzenden früheren Summer Ballroom, das heute ein Restaurant ist. Das frühere Eishaus ist eine Kunstgalerie; auf dem Gelände befinden sich Sportanlagen. 1962 wurde ein Teil des Grundstücks verkauft, auf dem das Commonwealth Institute errichtet wurden.
Koordinaten: 51° 30′ 9″ N, 0° 12′ 9″ W